# Palacio Federal de Suiza
El Palacio Federal de Suiza  (en alemán: Bundeshaus, en francés: Palais fédéral, en italiano: Palazzo federale, en romanche: Chasa federala, en latín: Curia Confœderationis Helveticæ) es un edificio institucional de Suiza que alberga la sede del Gobierno (Consejo Federal) y de la Asamblea Federal (Consejo Nacional de Suiza y del Consejo de los Estados) y se sitúa en la Plaza Federal de Berna.
Después de la fundación del Estado federal en 1848, el Consejo Federal y el Parlamento utilizaron primero diversos edificios de Berna. La sede del Gobierno (actual ala oeste) se construyó a partir de 1852. Fue inaugurada el 5 de junio de 1857, incluye dos salas, una para el Consejo Nacional y otra para el Consejo de los Estados, así como salas de reuniones para el gobierno, 96 despachos para el gobierno federal y la vivienda para el canciller de la Confederación. Hoy en día, el Consejo Federal celebra sus reuniones semanales en una sala del piso 1º con vistas al Aar.
Diseñado por el arquitecto Hans Wilhelm Auer, el edificio actual se inauguró el 1 de abril de 1902 después de 8 años de trabajo y una inversión de más de 7 millones de francos para construir un edificio de 3742 m². Se inserta entre el anterior edificio del gobierno. El más antiguo de los tres cuerpos del edificio actual es el Palacio Federal, que se construyó entre 1888 y 1892. Constituye el final de una línea de edificios de la cual es el logro más notable. Es representativo de la arquitectura de finales del siglo XIX .
Las salas del Consejo Nacional y del Consejo de los Estados han sido renovadas en 1993 y 2001, respectivamente. Después de tres años de obras, que costaron 103 millones de francos suizos, el renovado Palacio federal se inauguró oficialmente el 21 de noviembre de 2008.

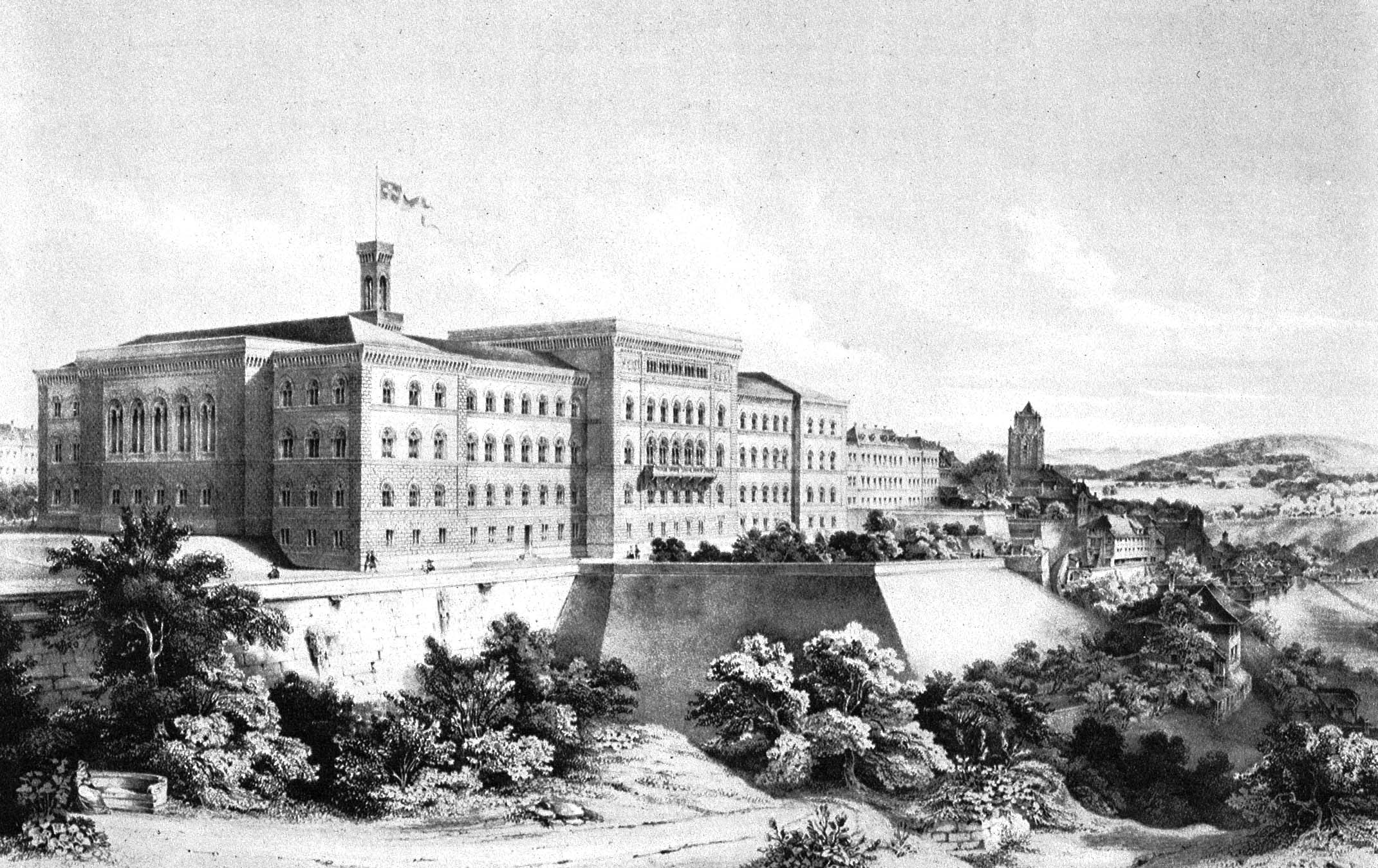
Sede del gobierno (1857).
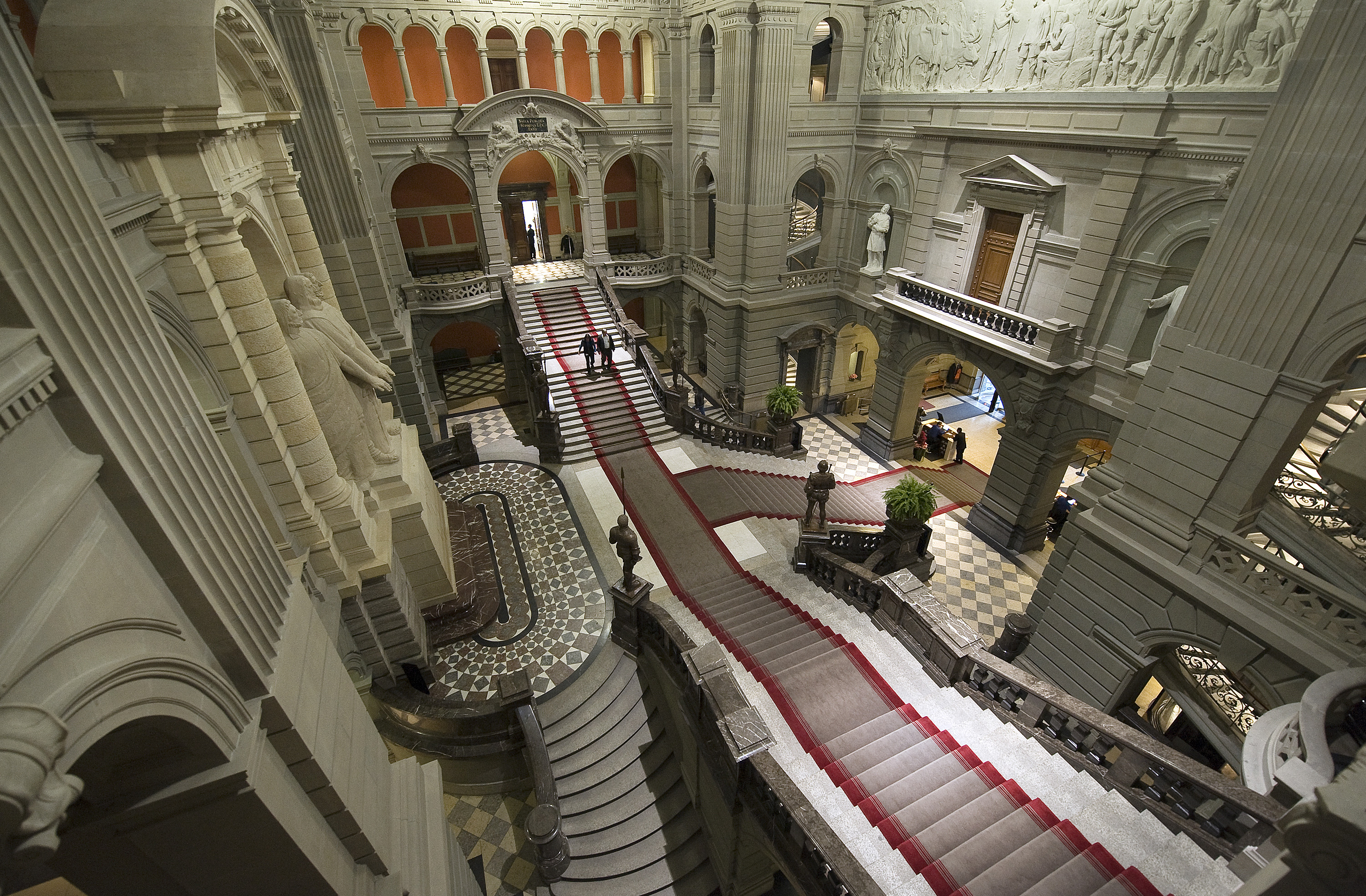
Escalinata interior.
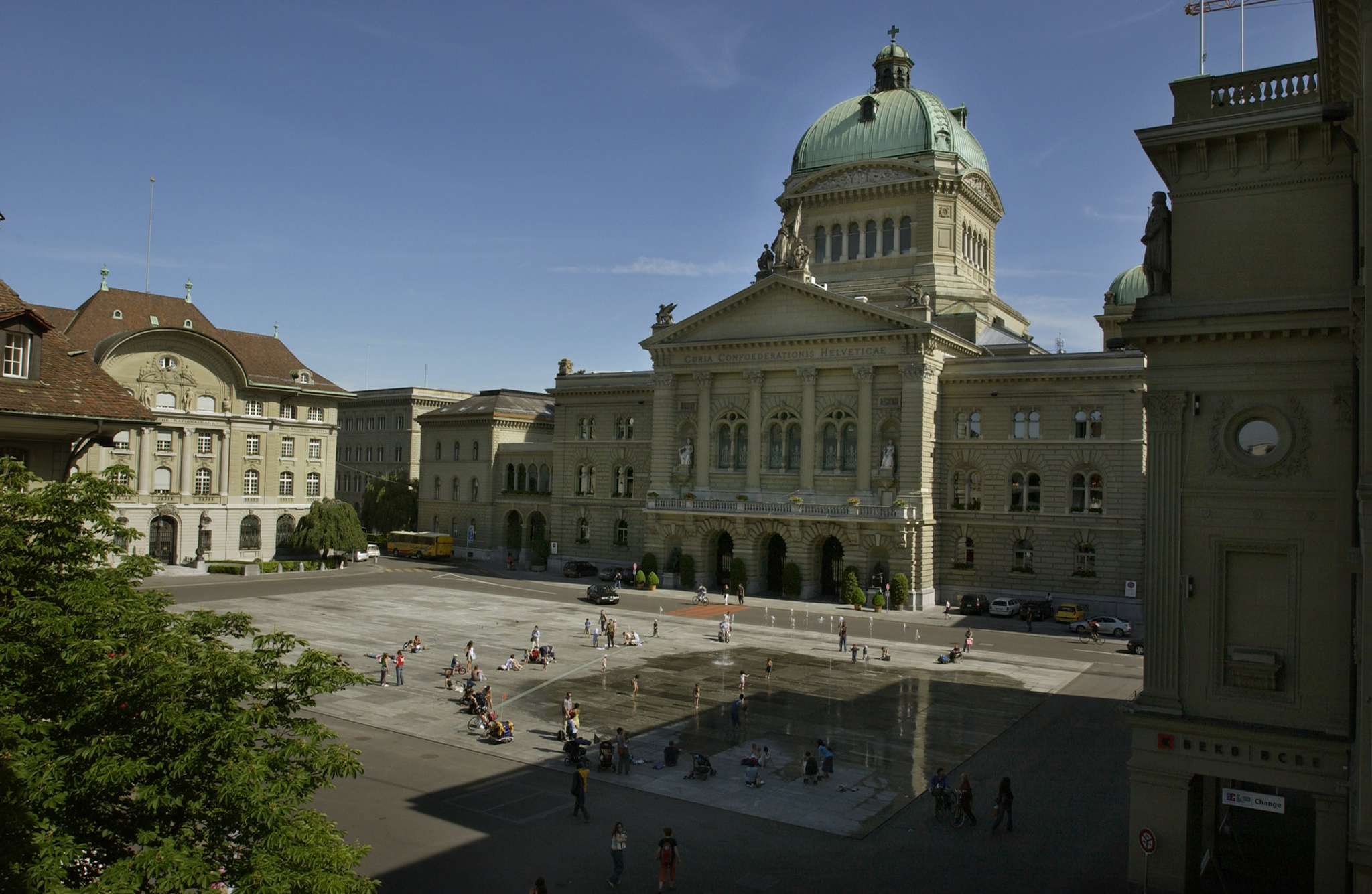
Vista del Palacio federal.
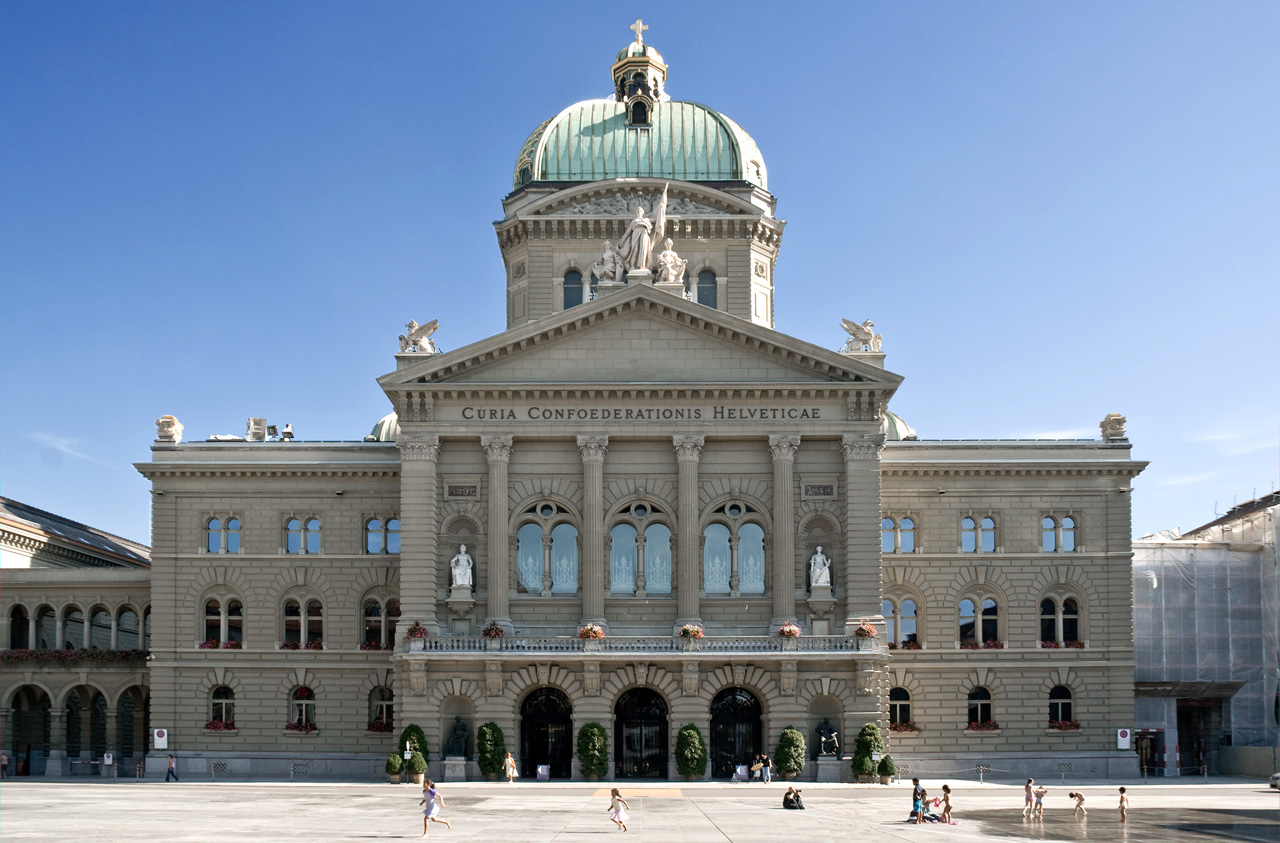
La fachada norte.
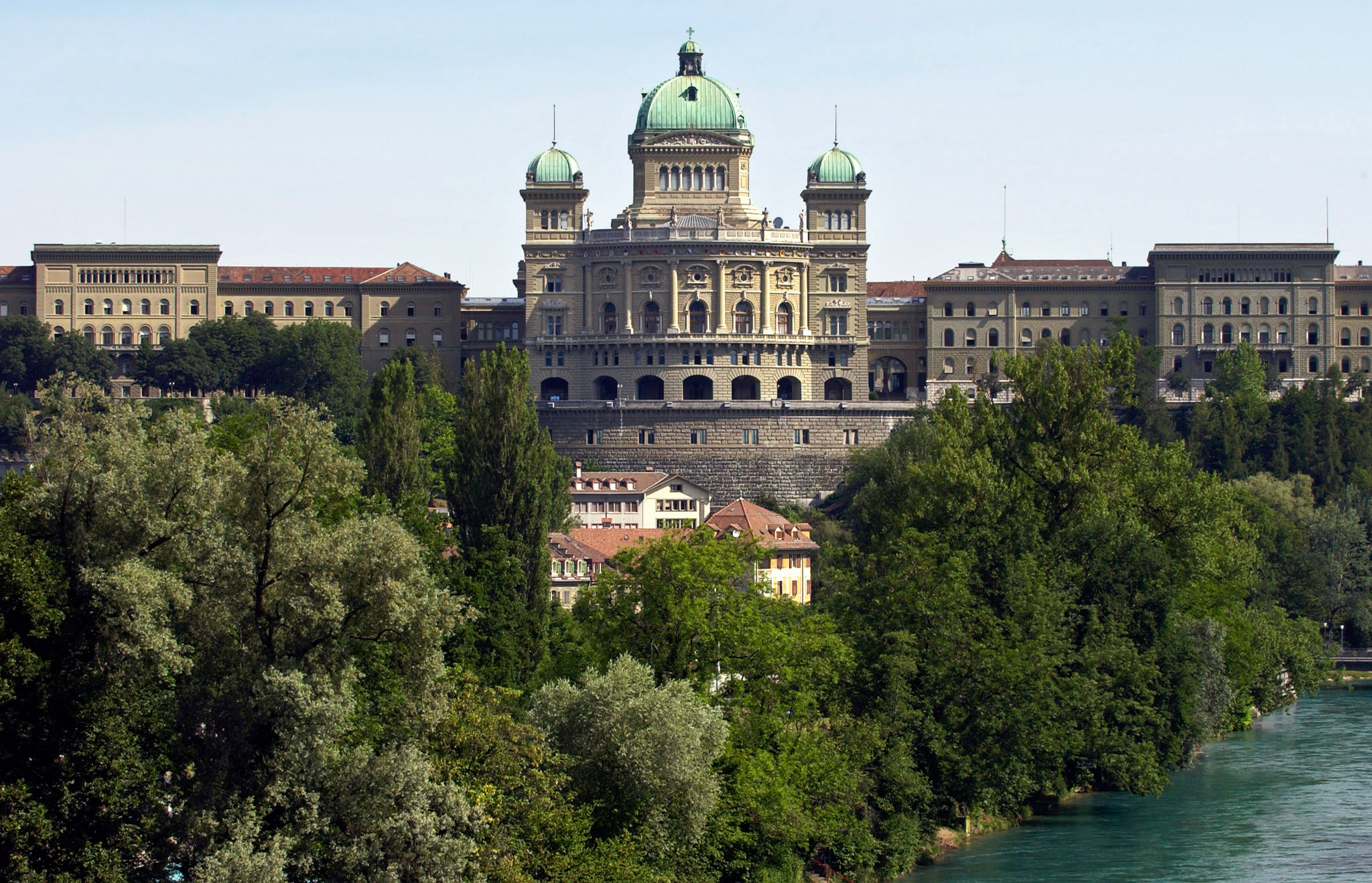
La fachada sur.
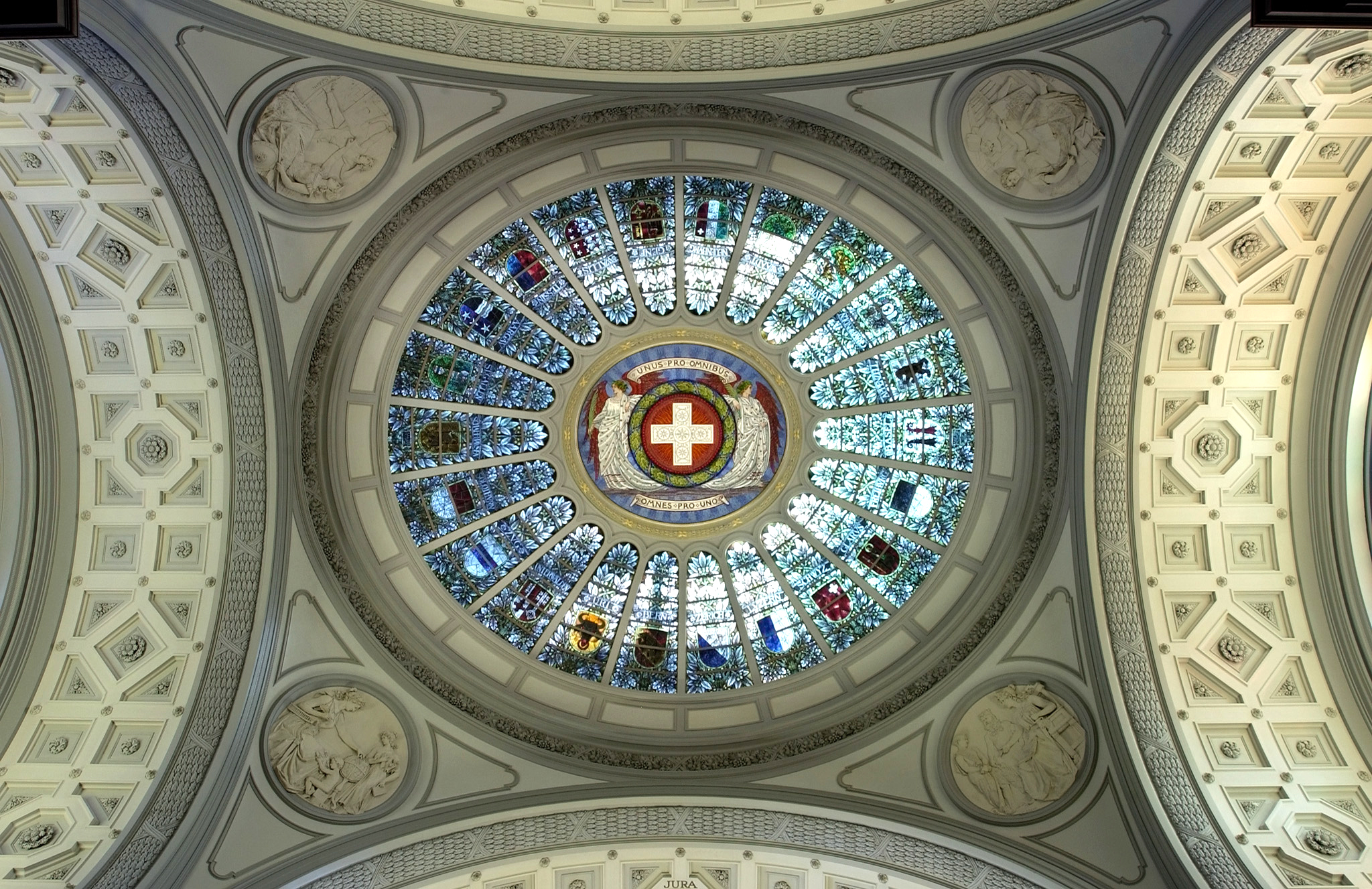
Cúpula que representa los Cantones suizos (salvo el Cantón de Jura).
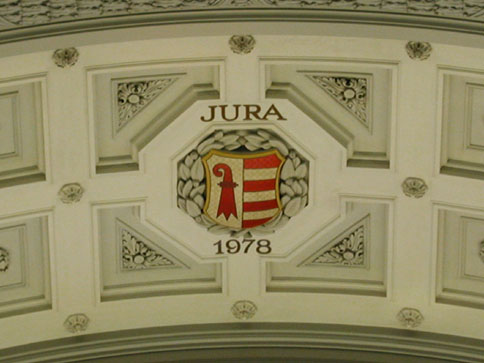
Escudo de Armas del Jura en un arco.
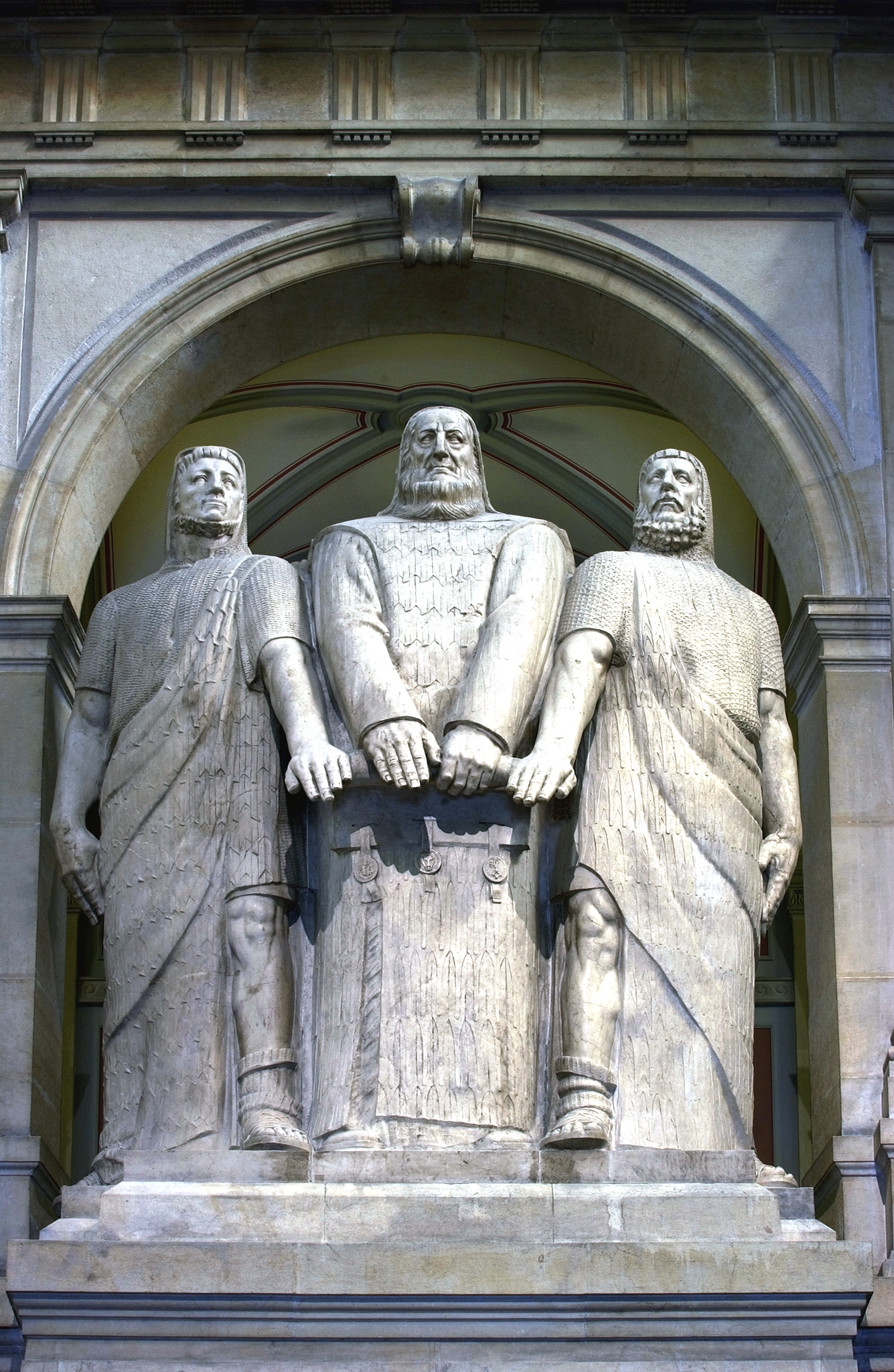
Estatua de los Tres Confederados.
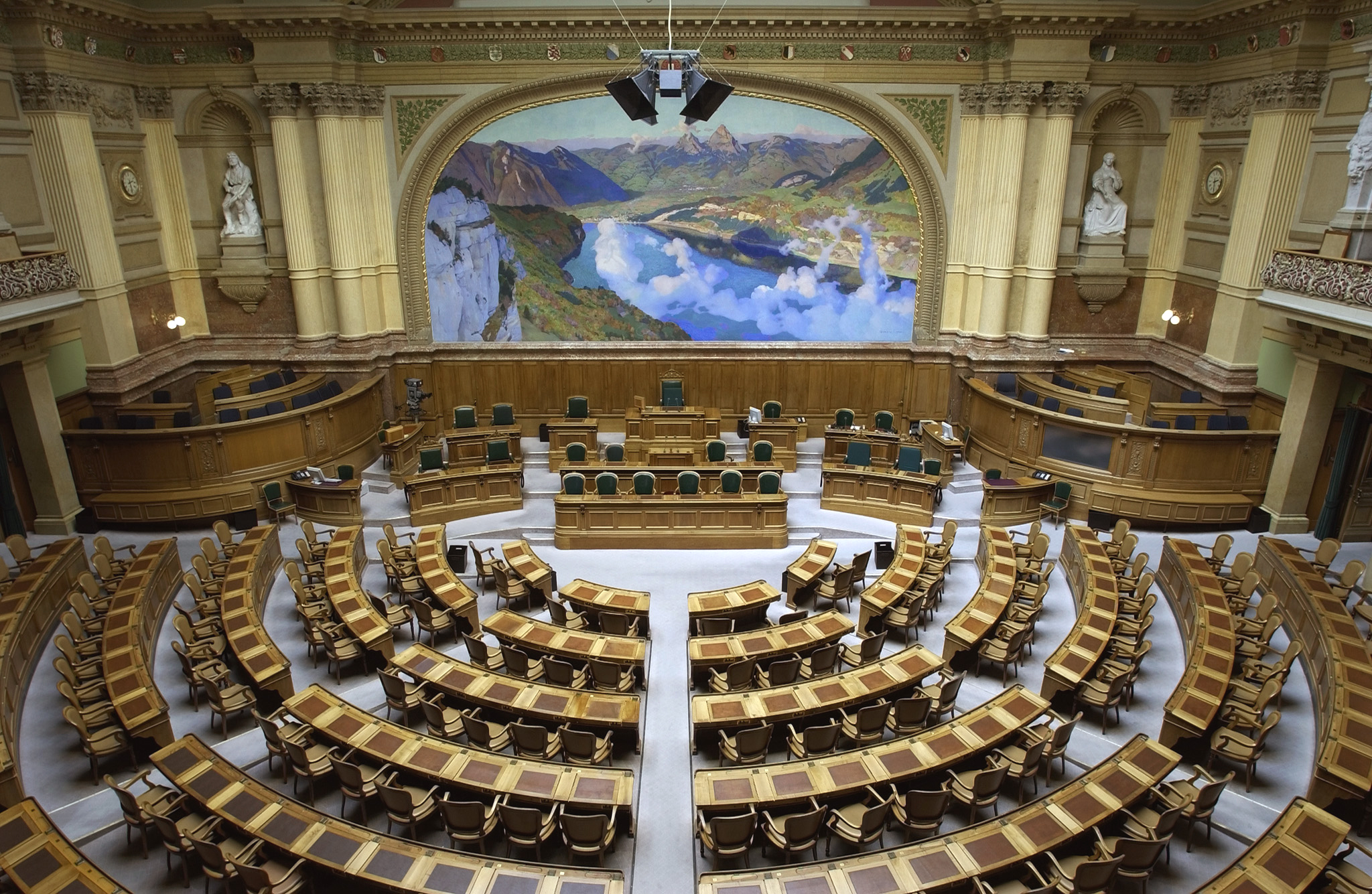
La Cámara Nacional.
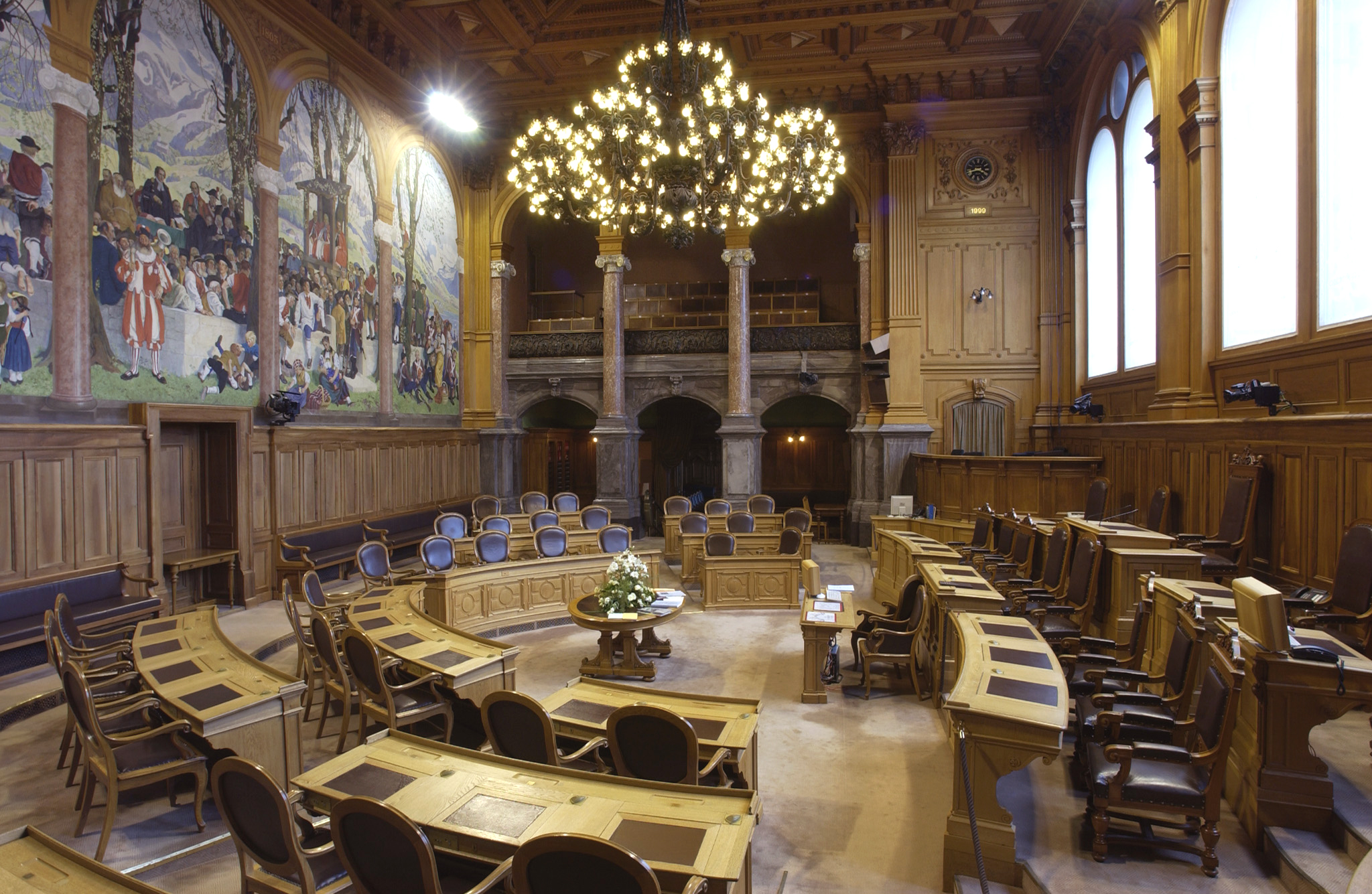
La Cámara del Consejo de los Estados.
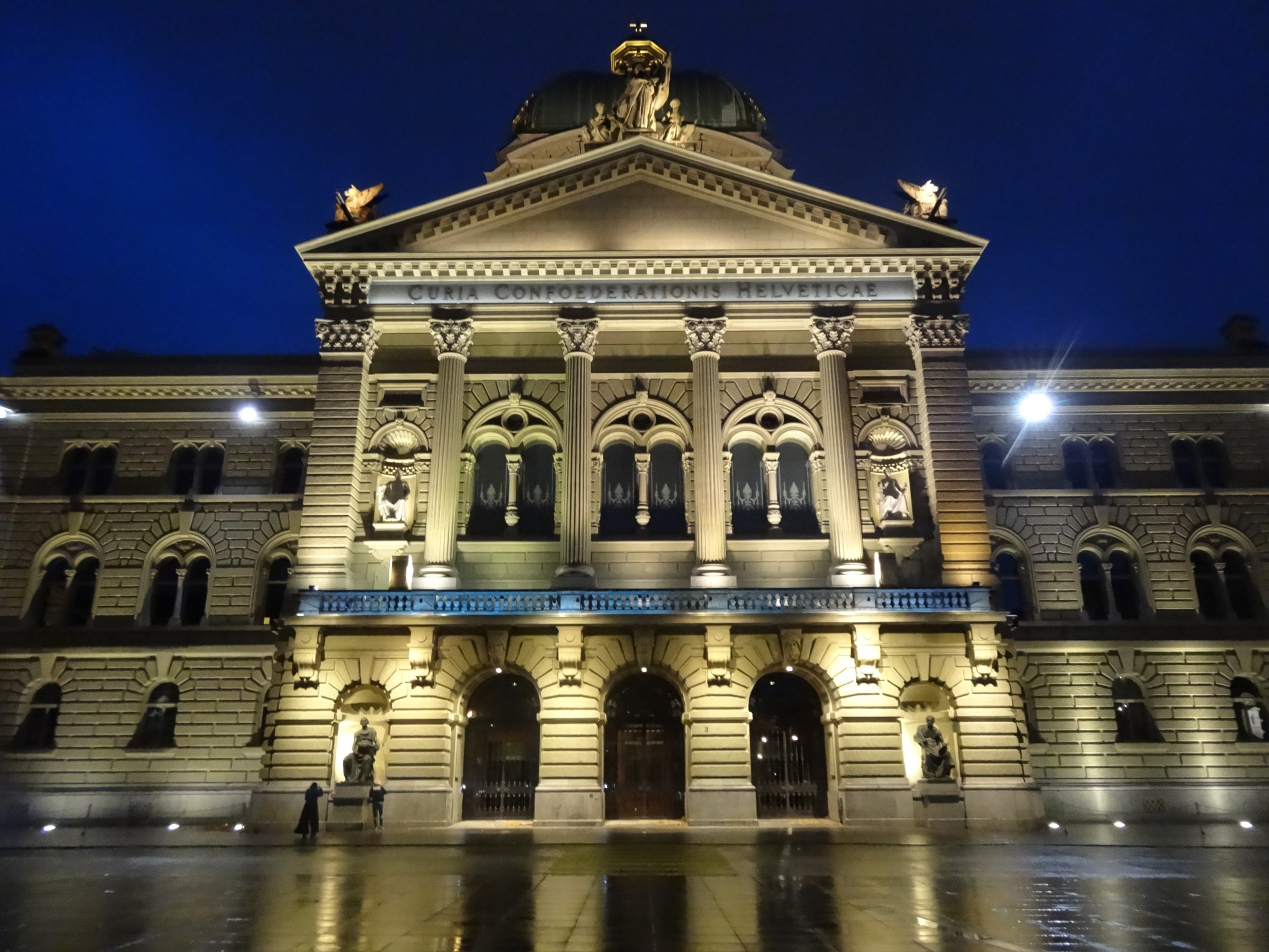
El Palacio federal de Suiza de noche.